# Associação Internacional de Trompa
A Associação internacional de Trompa (International Horn Society (IHS) é a principal organização dedicada aos trompistas. Foi fundada em Junho de 1970.
Organiza um simpósio todos os anos e publica uma revista, The Horn Call.

## Origem
A The International Horn Society (IHS) nasceu em Junho de 1970 no Segundo Workshop Internacional em Tallahassee, Florida, EUA. A organização dedica-se à performance, ensino, composição e pesquisa, e a preservação e promoção da trompa como um instrumento musical.
O Primeiro Workshop anual teve lugar na Florida State University em 1969. Na sessão de abertura estiveram presentes figuras promitentes da trompa, incluíndo nomes como Arthur Berv, James Chambers, Philip Farkas, Carl Geyer, Anton Horner, Wendell Hoss, Max Pottag, William Robinson (professor na FSU), e Barry Tuckwell (John Barrows chegou um pouco mais tarde, nessa mesma semana).
Durante essa semana of sugerida a idea de uma organização para trompistas. Um comité declarou a fundação da IHS e elegeu como direcção da IHS Barry Tuckwell, Presidente; Wendell Hoss, Vice-Presidente; Norman Schweikert, Secretario-Tesoureiro. Harold Meek foi depois nomeado como o primeiro editor da revista The Horn Call.

## Membros
A IHS tem mais de 3,500 membros de 55 países, incluíndo artistas internacionais de renome, músicos sinfónicos, professores universitários, alunos,  designers/constructores de trompa, compositores, bibliotecas musicais, editoras musicais, e trompistas amadores de todas as idades e percursos de vida. A IHS tem algo para oferecer a todos os trompistas e entusiastas da trompa.

## Objectivos
Esta associação tem o objectivo de promover a educação musical, em especial relativamente à trompa. Na busca desses objectivos e a Associação e os seus membros:
1. Organizam workshops, palestras e seminários abertos ao público.
2. Publicam uma Revista constituída por materials apropriados à trompa, bem como newsletters periódicas e listas de membros.
3. Encorajam premeiam com bolsas vencedores de concursos.
4. Encorajam a escrita de composições e arranjos que incluam trompa.
5. Fomentam concursos para e para incentivar novo repertório escrito para trompa.
6. Estabelecem e Fomentam Arquivos/Pesquisa para a IHS.
7. Estabelecem uma estreita relação com professores de música.
8. Apresentam e honram com reconhecimento trabalho desenvolvido relacionado com a trompa.[2]

A Associação Internacional de Trompa recomenda que a trompa seja reconhecido como o nome correcto do instrumento na língua Inglesa. [De acordo com s minutas da primeira reunião geral, a 15 de Junho de 1971, Tallahassee, Florida USA].